# Guillaume Poulart
Guillaume Poulart (né vers 1329, mort le 17 septembre 1384) est un ecclésiastique breton qui fut successivement évêque de Rennes de 1357 à 1359 puis évêque de Saint-Malo de 1360 à 1374.

## Biographie

### Origine
Guillaume Poulart est le fils de Pierre Poulart seigneur de Kergoalen et de Constance de Keraoul. Son père est un ardent partisan de la maison de Penthièvre. Chevalier trésorier de la duchesse Jeanne de Penthièvre et conseiller du Charles de Blois, par son testament de 1364 il lègue 1000 écus d'or pour aider à rassembler la rançon ducale et fonder dans l'abbaye de Beauport des commémorations à la mémoire du Duc, de son épouse et de sa belle-mère. 

### Évêque de Rennes
Guillaume est licencié ès lois, recteur de Pommerit-le-Vicomte en 1350 il est dispensé pour trois ans de se faire ordonner. Il est ensuite chanoine de Saint-Brieuc et âgé de 26 ans, lorsqu'il est nommé à l'évêché de Rennes le 5 juin 1357 par le Pape Innocent VI avec une dispense d'âge. Il paye les droits de la Chambre Apostolique, le 14 octobre 1358 mais son épiscopat est bref le 14 janvier 1359 une permutation voulue par le Pape le fait passer à Saint-Malo siège dont le revenu est équivalent et le titulaire de ce siège est transféré à Rennes.

### Évêque de Saint-Malo
Devenu évêque en février 1359 Guillaume Poulart se heurte rapidement à l'esprit d'indépendance des Malouins. Il lance un interdit sur sa ville épiscopale mais le Chapitre de chanoines de la Cathédrale de Saint-Malo lève l'interdit. Trois ans après avec son chapitre il conclut un traité avec le duc de Bretagne sur le niveau des droits sur les marchandises transitant dans le port de Saint-Malo. Il doit finalement se démettre le 13 novembre 1374 et meurt dix ans plus tard en 1384.

### Héraldique
Le sceau de la famille de l'évêque portait  de gueules à une rose d'argent écartelée de sinople plein .

## Sources
- François Tuloup, Saint-Malo. Histoire Religieuse, Paris, Éditions Klincksieck, 1975, p. 53

- (en) Catholic Hierarchy.org Bishop: Guillaume Poulart
- (la) Jean-Barthélemy Hauréau, Gallia Christiana, vol. XIV Provincia Turonensi, Paris, Firmin-Didot, 1856, p. 756-757 Episcopi Redonensis XLVI Guillelmus IV.